# Maresquel-Ecquemicourt
Maresquel-Ecquemicourt is een gemeente in het Franse departement Pas-de-Calais (regio Hauts-de-France). De gemeente maakt deel uit van het arrondissement Montreuil. Maresquel-Ecquemicourt telde op 1 januari 2022 1.054 inwoners.

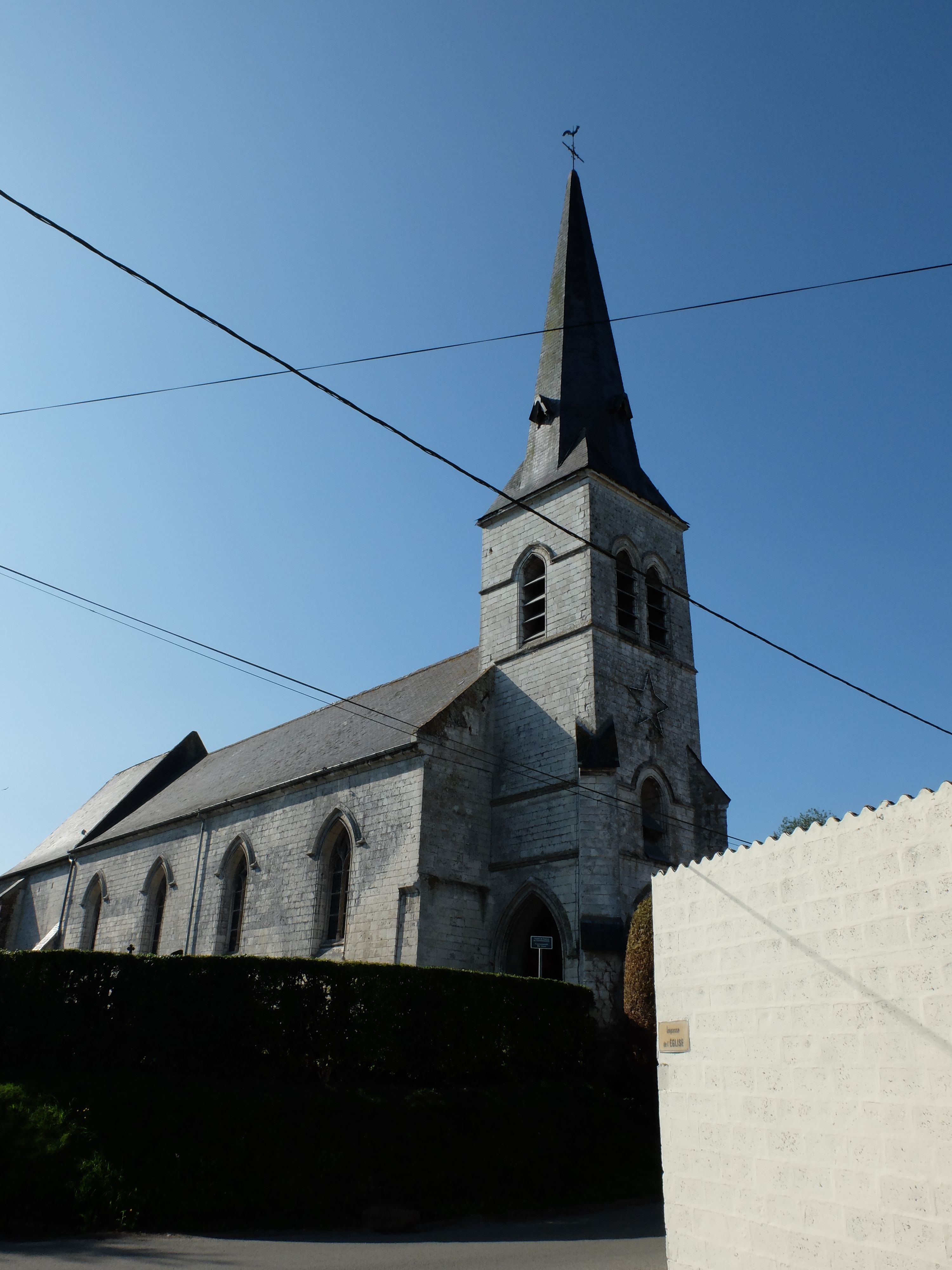
Église Saint-Pierre

## Geschiedenis
Oude vermeldingen van de plaats gaan terug tot de 12de eeuw als onder meer Maresquellium en Marescel. Tijdens het ancien régime behoorde de plaats bij de parochie Ricquebourg, ten westen van Maresquel en in de 13de eeuw al vermeld als Riquebourg. De parochie Ricquebourg omvatte ook Aulnoy, Grémécourt, Saint-André-au-Bois en tot 1777 Campagne-lès-Hesdin. Op de 18de-eeuwse Cassinikaart is langs de Canche nog Ricquebourg weergegeven, met net ten oosten daarvan Maresquelle. Tegen de Franse revolutie verloor Ricquebourg als parochie zijn belang en verdween als afzonderlijk dorp.
Op het eind van het ancien régime werd daarentegen Maresquel een gemeente. In 1834 werd buurgemeente Saint-André-au-Bois opgeheven en een deel van het grondgebied werd aangehecht bij Maresquel; de rest ging naar de gemeenten Boisjean, Campagne-lès-Hesdin en Gouy.
In 1969 werd de gemeente Ecquemicourt aangehecht bij de gemeente Maresquel, die in Maresquel-Ecquemicourt werd hernoemd.

## Geografie
De oppervlakte van Maresquel-Ecquemicourt bedroeg op 1 januari 2022 7,89 vierkante kilometer; de bevolkingsdichtheid was toen 133,6 inwoners per km². Door het noorden van de gemeente loopt de Canche. In het oosten van de gemeente ligt het dorpje Ecquemicourt.

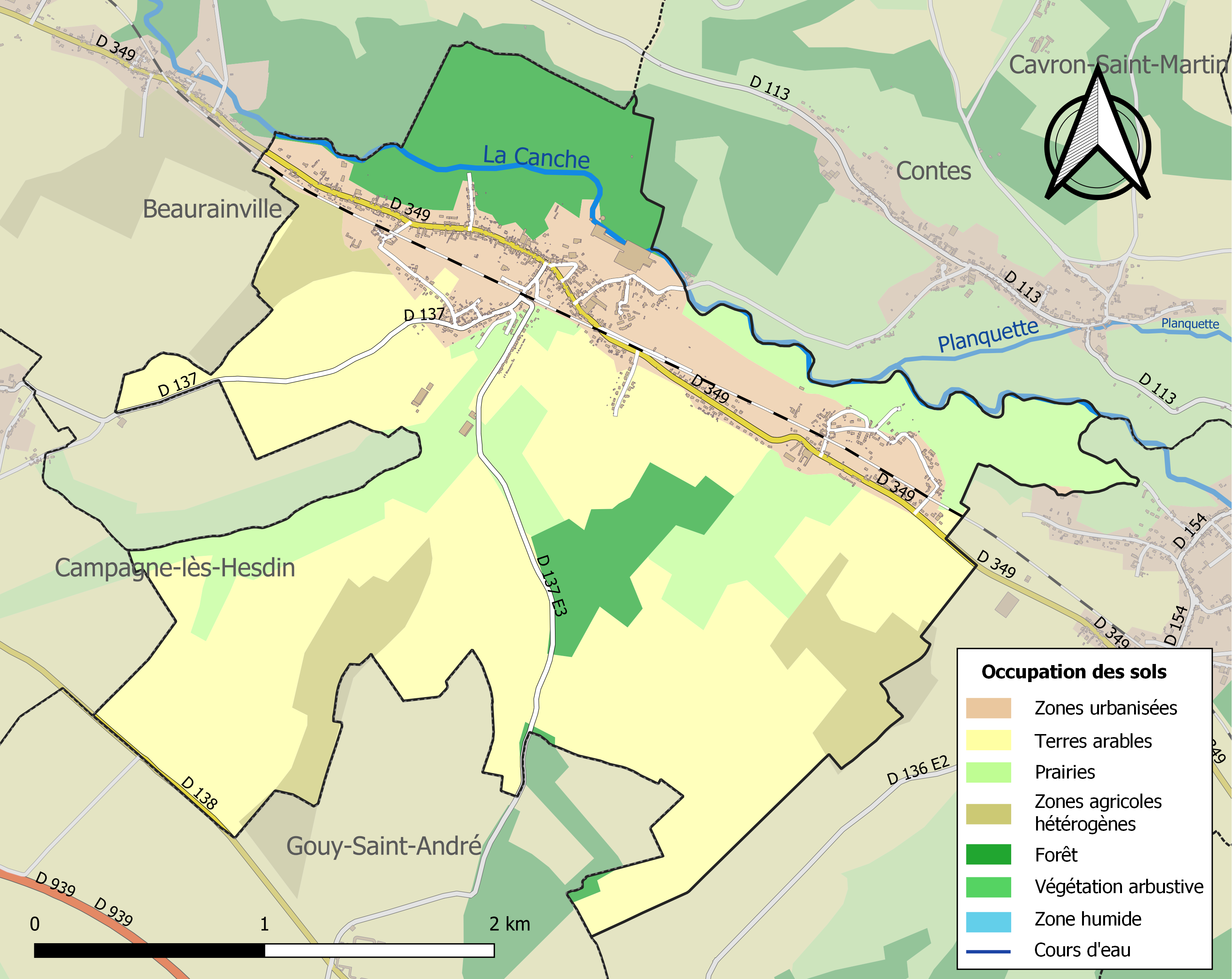
Kaart van de gemeente met belangrijkste infrastructuur, bodemgebruik en omliggende gemeenten

## Bezienswaardigheden
- De Église Saint-Saint-Pierre
- Op het kerkhof van Maresquel ligt een Brits oorlogsgraf uit de Eerste Wereldoorlog.

## Demografie
Onderstaande figuur toont het verloop van het inwonertal (bron: INSEE-tellingen).

## Verkeer en vervoer
In de gemeente bevindt zich het spoorwegstation Maresquel.